# Амонька
Амо́нька (Амон, Амонка, Амонь, Омонь, Омоня, Сухая Амонька) — река, протекающая в Хомутовском и Рыльском районах Курской области, правый приток среднего течения реки Сейм в бассейне Днепра.
Доктор исторических наук Н. Л. Членова относит название реки Амонька к гидронимам иранского происхождения, ареал которых находится в северной части срубной археологической культуры.

## Физико-географическая характеристика
Длина реки — 50 км. Площадь водосборного бассейна — 740 км². Высота устья — 139 м над уровнем моря. Протяжённость Амоньки в границах Рыльского района составляет 35 км, а Хомутовского района — 15 км.
По количеству атмосферных осадков водосбор Амоньки относится к одному из самых больших в Курской области и составляет более 580 мм в год. При этом период снежного покрова не превышает 115 дней. По этим показателям, с точки зрения условий для водоснабжения, река Амонька находится в благоприятных климатических условиях.
Почвы водосбора Амоньки небогаты гумосом (4,2-4,4 %), а площадь лесных насаждений достигает 10 % от площади водосбора. Река Амонька берёт начало на северо-восточной окраине деревни Михалевка около села Ольховки (Хомутовский район). Сначала течёт на юго-запад через Родионовку и Амонь. Перед Радионовкой в Амоньку впадает река Подусады. Перед Большегнеушево в реку впадает река Глушка, а после река Воегощица. В Могилёвке в Амоньку впадает река Костровка, а за тем река Клинушка. В районе села Алтуховка в Амоньку впадает река Вороновка, а за тем районе села Ладыгина Амонька сливается с рекой Сухая Амонька (Малая Амонь) и поворачивает на юго-восток и у Асмолова впадает в реку Сейм. От села Асмолово до деревни Конопляновка на Амоньке ограничена рыбная ловля в период нереста рыбы.

## Экология
Количество неочищенных стоков, попадающих в реку достигает 5000 м³/км² водосбора. В целом территория Амоньки относится к умеренно-опасной степени загрязнения, а общая экологическая обстановка — к оптимальной.
Влияние экологических факторов, низкое содержание гумуса, большое количество смытых почв (до 40 % сельскохозяйственных угодий) негативно сказывается на стоимости земель в районе водосборного бассейна Амоньки — в среднем самая низкая в Курской области. Для улучшения качества почвенного покрова в районе реки требуется проведение комплекса агротехнических, лесомелиоративных и гидротехнических противоэрозионных мероприятий на 20 % сельскохозяйственных угодий.

## Археология
В 2017 году Отдельный отряд Сейминско-Суджинской археологической экспедиции под руководством Е. В. Провоторова во время обследования территории Хомутовского района обнаружил на реке Амонька несколько поселений киевской и колочинской археологических культур. Также был обнаружен распаханный клад браслетов круга выемчатых варварских эмалей.